# Лайовиц, Урош
Урош Лайовиц (словен. Uroš Lajovic; род. 4 июля 1944, Любляна) — словенский дирижёр и музыкальный педагог.

## Биография
Окончил Люблянскую музыкальную академию (1969), ученик Люциана Шкерьянца (композиция) и Данило Швары (дирижирование). Затем совершенствовал своё мастерство в Венской консерватории у Ханса Сваровски и в Моцартеуме у Бруно Мадерны.
В 1972—1978 гг. второй дирижёр, в 1978—1991 гг. главный дирижёр Оркестра Словенской филармонии, одновременно в 1979—1981 гг. возглавлял Загребский симфонический оркестр. В 1989—2001 гг. главный дирижёр камерного оркестра «Slovenicum». В 2001—2006 гг. руководил Белградским филармоническим оркестром.
С 1989 г. преподаёт в Венском университете музыки, с 1991 г. профессор. Среди его учеников, в частности, Кирилл Петренко и Алан Бурибаев.